# Josep Vila i Roca
Josep Vila i Roca   (Manresa, 10 de març de 1958), més conegut com a Pep Vila, és un ex-pilot d'enduro català, subcampió del món per equips als ISDE de 1985, tres vegades Campió d'Espanya d'enduro en 80 cc i dues de Raids. Durant la seva carrera en el motociclisme practicà també el motocròs.
Cap al final de la seva carrera en el món de l'enduro començà a competir en raids africans i amb el temps passà a fer-ho en camió, sovint amb Moi Torrallardona de copilot, havent participat vuit vegades en el Ral·li Dakar i en altres proves emblemàtiques. Entre els seus resultats més destacats com a pilot de camions hi ha la victòria a l'edició del 2009 del Ral·li Dakar en la seva categoria (quedant setè a la general) i el segon lloc a la general a la Transorientale Race el 2008.

## Organitzador i empresari
Pep Vila és també un conegut organitzador de tota mena de curses, principalment raids. Dins aquesta faceta, ha participat activament en l'organització dels següents esdeveniments:
- Membre organitzador de la Camel Marathon Bikes el 1989
- Membre organitzador de la Baja Aragón de 1988 a 1991 i del 2005 al 2010
- Organitzador de les Camel Trophy Selections i entrenador de l'equip estatal de 1989 al 2000
- Organitzador del Land Rover G4 Challenge Selections i entrenador de l'equip estatal del 2003 al 2005

A banda, el 1988 fundà l'empresa PROmotor, que es dedica a organitzar o donar suport logístic a tota mena d'esdeveniments relacionats amb el món del motor, ja siguin Raids, proves d'enduro o ral·lis automobilístics.
A més a més, des de 1995 gestiona la finca Les Comes (a Súria), destinant les seves 518 hectàrees de terreny i més de 60 quilòmetres de pistes forestals a tota mena de serveis de lleure.

## Palmarès

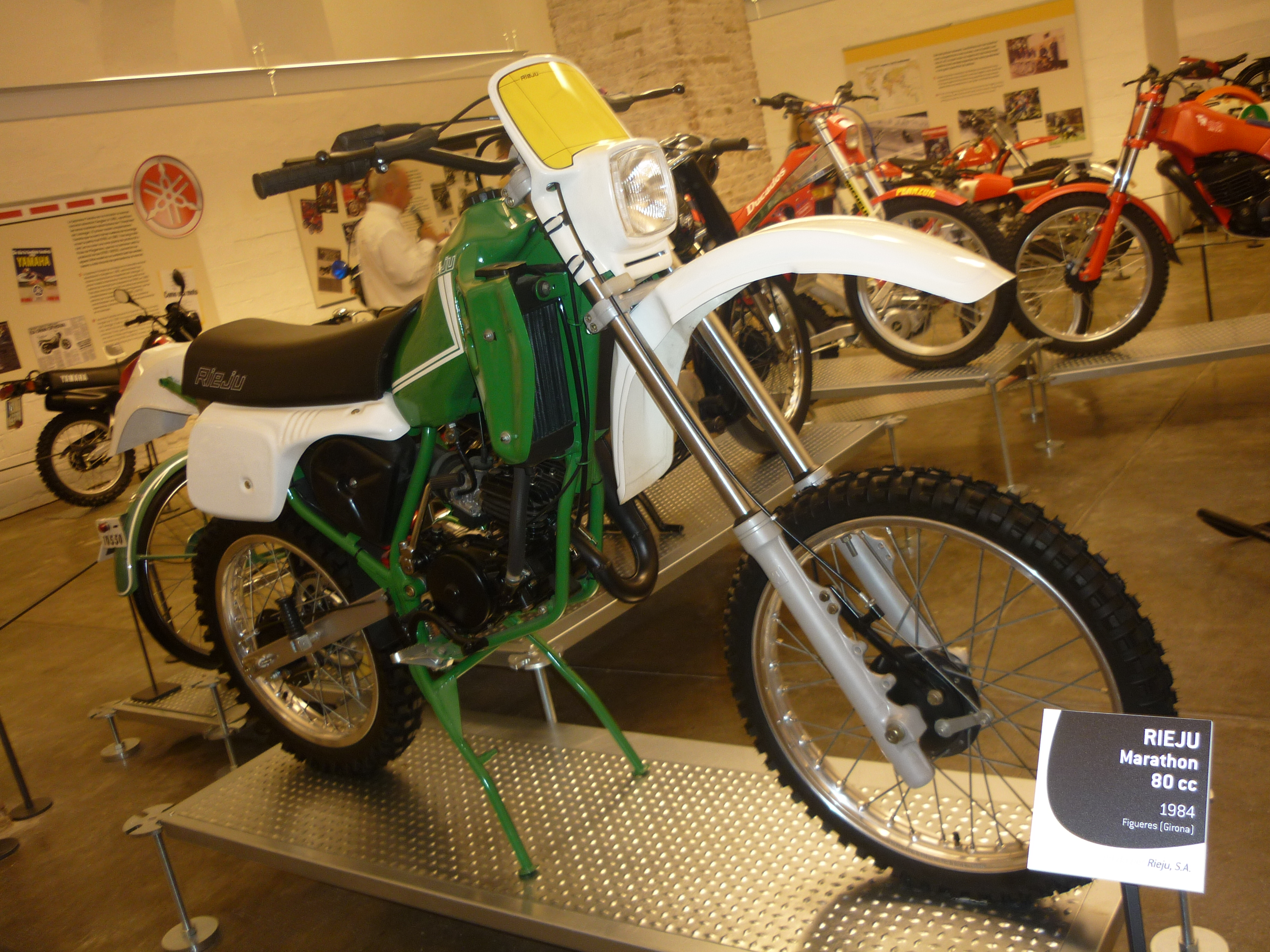
Una Rieju Marathon 80 de 1984, com la que pilotà Vila aquell any

- Subcampió del Món d'Enduro per equips (1985 - Sis Dies Internacionals de La Molina, Catalunya)
- 3 Campionats estatals d'enduro 80cc:
  - 1982: (Fantic)
  - 1983: (Rieju)
  - 1984: (Rieju)
- 2 Campionats estatals de raids en categoria "motos"
- 8 Participacions en el Ral·li Dakar (1990, 199, 2004 - 2009)
  - 7è a la general de camions i 1r en la seva categoria el 2009
- 2n a la general de camions en la Transorientale Race (2008)

### Palmarès al Campionat d'Espanya d'enduro
| Any  | Motocicleta | 75/80 cc |
| ---- | ----------- | -------- |
| 1980 | Fantic      | 5è       |
| 1981 | Fantic      | 2n       |
| 1982 | Fantic      | 1r       |
| 1983 | Rieju       | 1r       |
| 1984 | Rieju       | 1r       |